# 李本钧
李本钧（1952年6月—），男，汉族，广东台山人，中华人民共和国政治人物，中央人民政府驻澳门特别行政区联络办公室原副主任，中华全国归国华侨联合会原副主席，第十二届全国政协委员。